# Stanhopea ecornuta
Stanhopea ecornuta är en orkidéart som beskrevs av Lem.. Stanhopea ecornuta ingår i släktet Stanhopea och familjen orkidéer. Inga underarter finns listade i Catalogue of Life.

## Bildgalleri

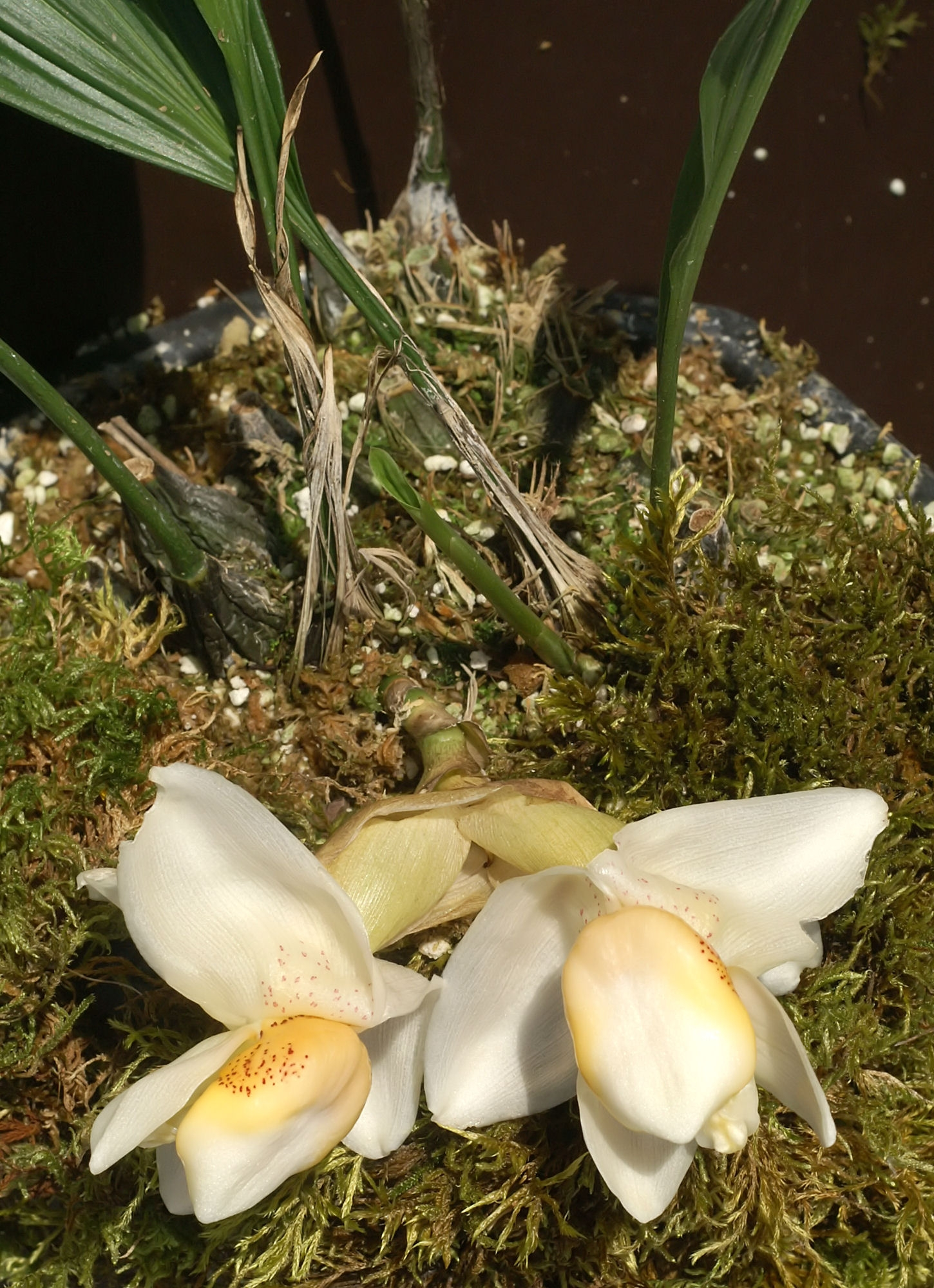
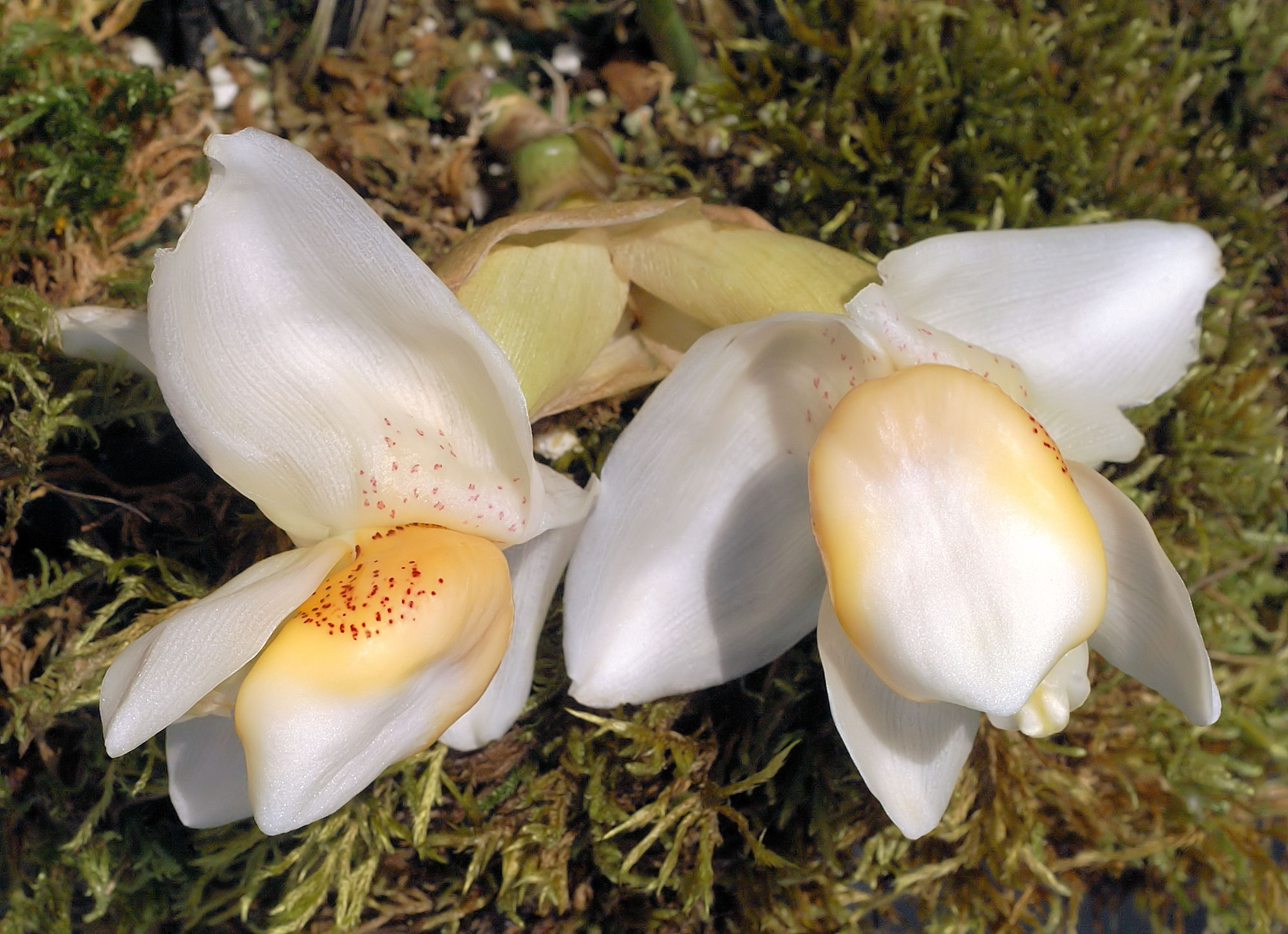
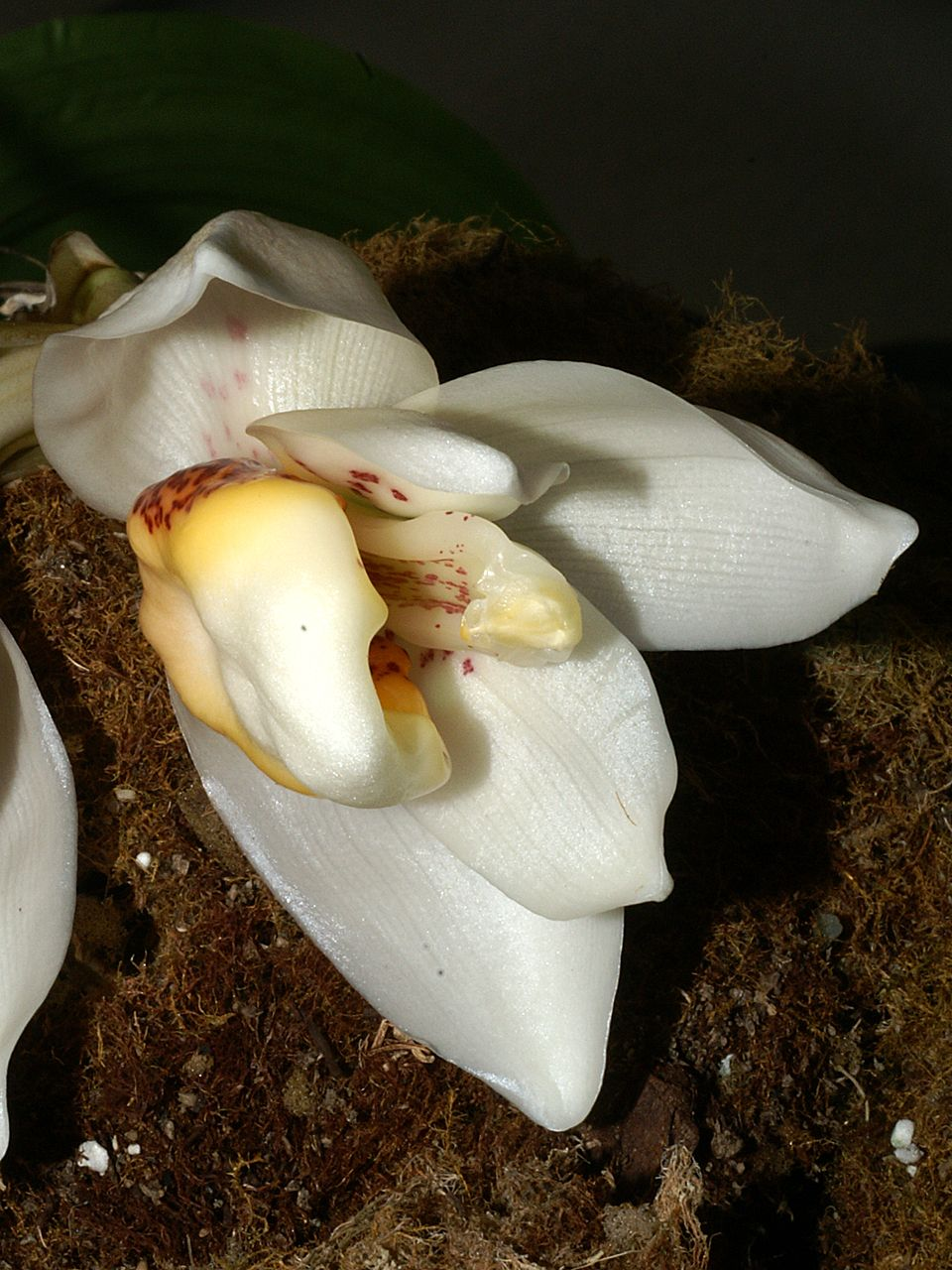
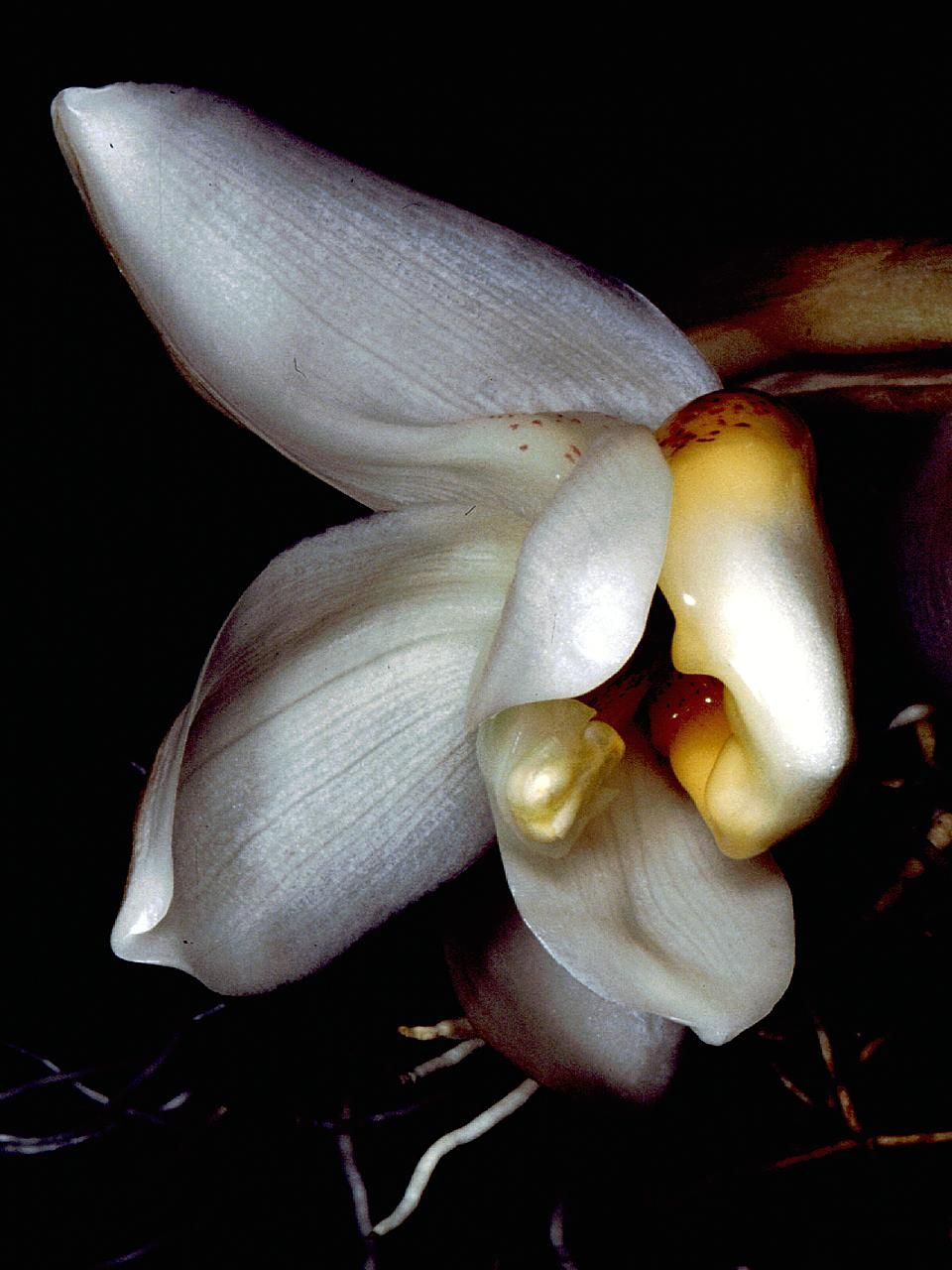
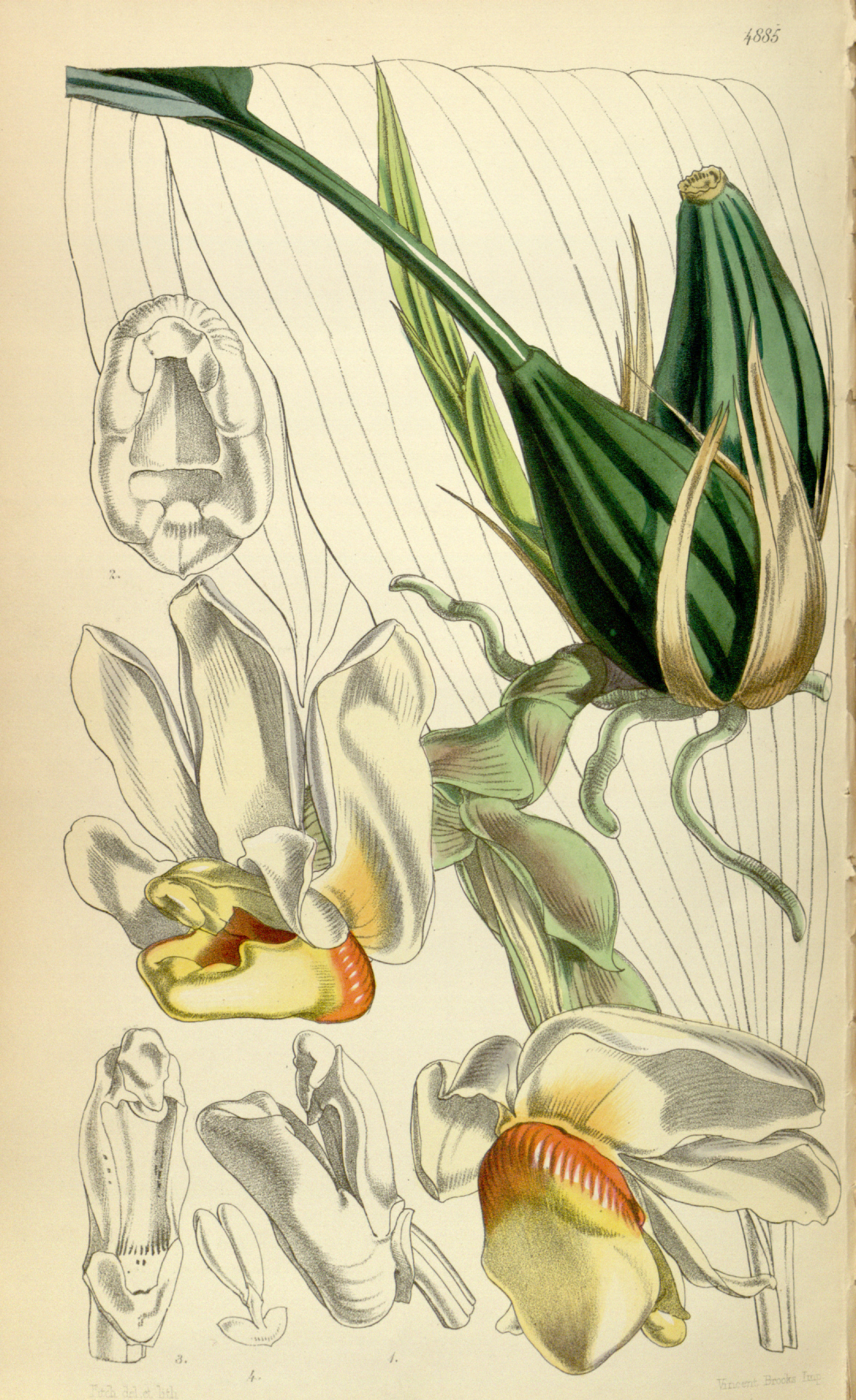
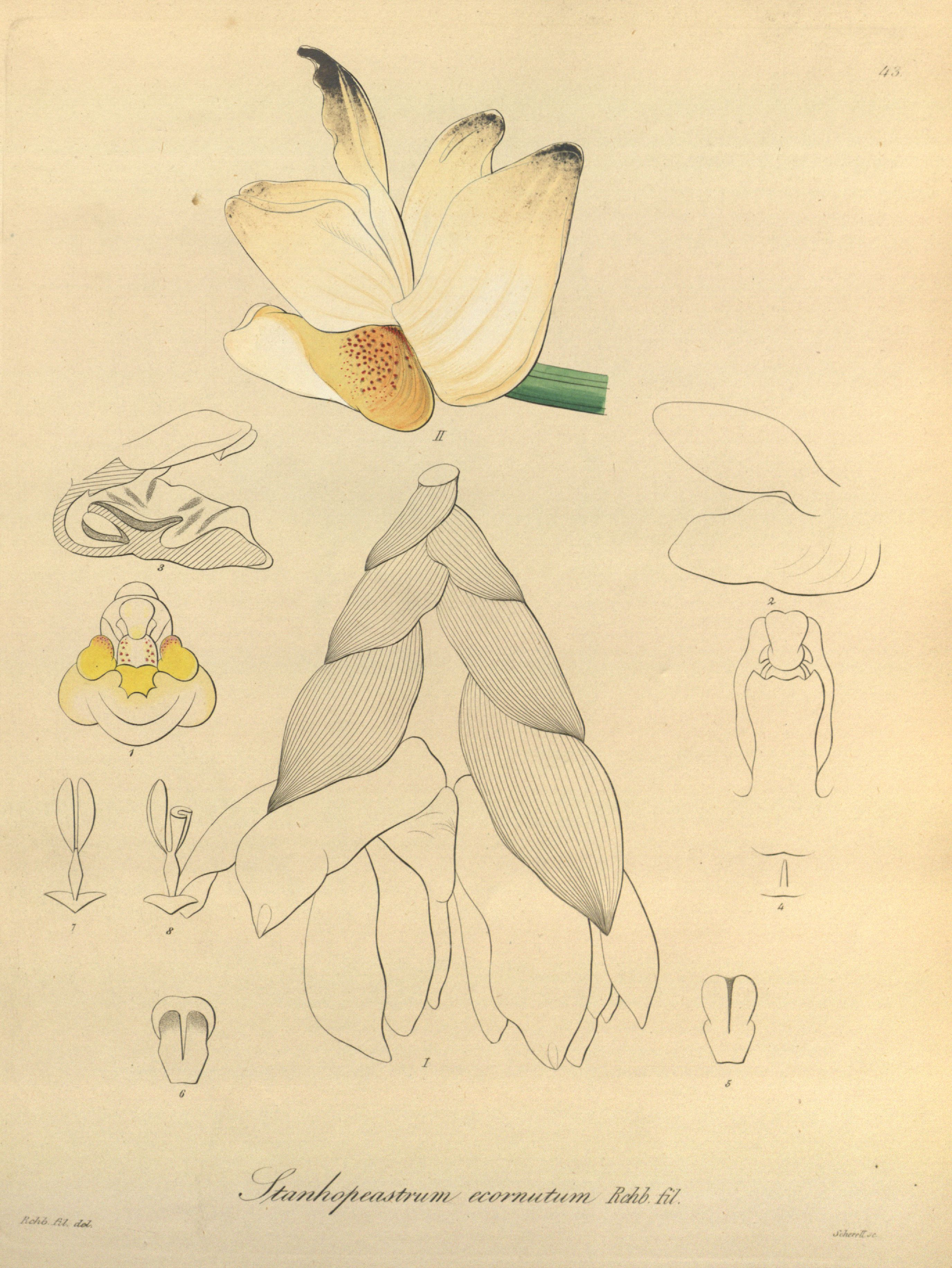